# Mahanagar
Mahanagar (bengalí: মহানগর, Mahānagar, la gran ciutat) és una pel·lícula dramàtica índia en bengalí de 1963 escrita i dirigida per Satyajit Ray. Protagonitzada per Madhabi Mukherjee al paper principal i basat en el conte Abataranika de Narendranath Mitra, explica la història d'una mestressa de casa que desconcerta la seva família tradicionalista. aconseguint la feina de venedora. La pel·lícula va marcar la primera aparició a la pantalla de Jaya Bhaduri, una de les actrius principals del cinema de l'Índia.
Rodada la primera meitat de 1963 a Calcuta, aquesta també va ser la primera pel·lícula dirigida per Ray ambientada íntegrament a la seva Calcuta natal, que reflecteix les realitats contemporànies de la classe mitjana urbana, on les dones van a treballar ja no sols impulsades per idees d'emancipació sinó per una realitat econòmica. La pel·lícula examina els efectes de la dona treballadora segura sobre les actituds patriarquial i les dinàmiques socials. Segons el veterà crític de cinema Philip French  és una de les millors pel·lícules de Ray, a més de la trilogia d'Apu.

## Argument
Ambientada a Calcuta durant la dècada de 1950, Mahanagar explora l'evolució de la independència de les dones de classe mitjana de la ciutat. L'Arati (Madhabi Mukherjee), una mestressa de casa, accepta una feina com a venedora porta a porta per fer front a la creixent pressió financera sobre la seva família ortodoxa i conservadora, que comparteixen un apartament estret. Malgrat la desaprovació del seu sogre, Priyogopal (Haren Chatterjee), la vacil·lant i nerviosa Arati aviat comença a prosperar en el seu camp i, a poc a poc comença a gaudir de la seva recent independència econòmica i psicològica.
El seu marit li dona suport a contracor, Subrata (Anil Chatterjee), comença a sentir-se insegur i li demana a l'Arati que deixi la seva feina després que, provisionalment, aconsegueixi una altra feina a temps parcial. Abans que Arati pugui renunciar, Subrata perd la seva feina a temps complet quan el banc per al qual treballava tanca en l'última fallida del banc de Calcuta. Subrata no té més remei que deixar que Arati continuï treballant .
Ara Arati es converteix en l'únic sostenidor de la família. Fa amistat amb una col·lega angloindia, l'Edith (Vicky Redwood), un moviment que aixeca sospites i augmenta el conflicte dins de la seva família. A poc a poc l'Arati comença a brillar en la seva feina i a guanyar-se la confiança del seu gerent, que li promet més responsabilitats si segueix treballant amb eficàcia.
Priyogopal, mestre d'escola jubilat, visita alguns dels seus antics alumnes que ara estan prosperant en les professions escollides per demanar fons (després de negar-se a acceptar diners d'Arati). Un d'ells, un optometrista, li dona a Priyogopal uns ulleres innecessàries. Un altre dels seus exalumnes, un metge que proporciona atenció mèdica gratuïta després que Priyogopal caigui per un tram d'escales, castiga a Subrata per haver descuidat les necessitats materials del seu pare.
Mentrestant, Subrata passa els dies de braços plegats a casa i es consumeix per la sospita i la inseguretat.
Subrata finalment decideix conèixer el cap d'Arati, Himangshu (Haradhan Bannerjee), per alleujar algunes de les seves sospites. Troba que Himangshu és una persona afable i amable que, com ell, prové del districte de Pabna. Parlen sobre l'atur de Subrata i Himangshu li promet trobar feina en algun lloc.
L'Edith torna a la feina després d'una llarga malaltia, però Himangshu dubta que en realitat estigués malalta i l'acomiada, citant el seu estil de vida frívol. L'Arati la descobreix plorant i persuadeix l'Edith perquè li expliqui per què està molesta. Tot i ser l'únic sostenidor de la família, l'anteriorment tímida Arati abandona les seves inhibicions i s'enfronta a Himangshu per l'acomiadament injust d'Edith. Després d'una acalorat discussió en què el seu cap es nega a disculpar-se amb l'Edith, l'Arati lliura la seva carta de renúncia i se'n va.
En sortir de l'oficina, troba en Subrata, li demana disculpes per haver deixat la feina de manera impulsiva i admet que té por del futur. Subarata s'adona que la seva dona ha mostrat coratge en lloc de sotmetre's mansament al seu cap per mantenir el seu mitjà de vida. Ell aplaca l'Arati i li diu que creu que algun dia tots dos aconseguiran feina per mantenir la seva família.

## Repartiment
- Madhabi Mukherjee - Arati Mazumdar
- Anil Chatterjee - Subrata Mazumdar (marit)
- Haradhan Bannerjee - Himangshu Mukherjee
- Vicky Redwood - Edith Simmons
- Jaya Bhaduri - Bani (germana de Subrata)
- Haren Chatterjee - Priyogopal (pare de Subrata)
- Sefalika Devi - Sarojini (mare de Subrat)
- Prosenjit Sarkar - Pintu (fill d'Arati i Subrata)

## Recepció i llegat
En el seu llançament el 1967 als Estats Units, Mahanagar va rebre elogis de Roger Ebert, Pauline Kael i altres. Segons Ebert, "el poder d'aquesta extraordinària pel·lícula sembla provenir a parts iguals de l'estil narratiu serè del director Satyajit Ray i de les actuacions sensibles dels membres del repartiment". Va descriure la pel·lícula com "una de les experiències de pantalla més gratificants del nostre temps". Bosley Crowther del New York Times va escriure una crítica entusiasta de la pel·lícula "No hi ha res obscur o excessivament estilitzat sobre aquesta obra característica del Sr. Ray. És una altra de les seves contemplacions bellament dissenyades i emocionalment equilibrades del canvi en el pensament, els costums i els costums de la classe mitjana índia." A la seva revisió de 2013 Peter Bradshaw de The Guardian va donar a Mahanagar cinc estrelles de cinc que descrivien la pel·lícula com "un drama absolutament absorbent i commovedor sobre els mons canviants de la feina i la llar a l'Índia dels anys 50, i un himne a l'amor matrimonial actuat amb lleugeresa, intel·ligència i enginy."
La pel·lícula té una puntuació de Rotten Tomatoes del 92% basada en 24 ressenyes amb una puntuació mitjana de 8,2/10.

## Premis
Satyajit Ray va guanyar l'Ós de Plata al millor director al 14è Festival Internacional de Cinema de Berlín el 1964.
La pel·lícula va ser seleccionada com a entrada índia a l'Oscar a la millor pel·lícula de parla no anglesa als Premis Oscar de 1963, però no va ser acceptada com a nominada.
La pel·lícula va guanyar el Certificat de mèrit de tota l'Índia per a la tercera millor pel·lícula el 1963 als 11ns National Film Awards.
La pel·lícula va guanyar el primer premi Filmfare Bengali Movie Award 1963 - R.D. Bhansal.

## Conservació i restauració
L'Academy Film Archive va conservar Mahanagar el 1996.
The Criterion Collection va llançar una versió restaurada de la pel·lícula amb 2K el 2013.